# Flagge Südossetiens

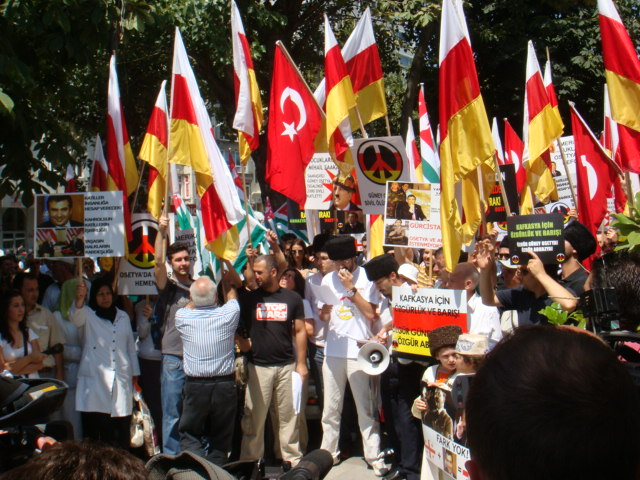
Demonstranten mit der südossetischen und türkischen Flagge

Die Flagge Südossetiens wurde mit der Verfassung (Artikel 155) vom 26. November 1990 angenommen, bestätigt durch die Verordnung vom 30. März 1992 und nochmals in der Verfassung Südossetiens von 2001.

## Aussehen und Bedeutung
Die horizontale weiß-rot-gelbe Trikolore Südossetiens entspricht der Flagge seines russischen Nachbarn Nordossetien. Artikel 1 der Verordnung von 1992 legt das Seitenverhältnis auf 1:2 fest, was russischer Tradition entspricht. Weiß steht für Weisheit und das geistige Leben der Nation, Rot für militärische Wachsamkeit und Gelb für das Wohlergehen des Volkes.

## Weitere Flaggen
Die als Banner Südossetiens bezeichnete Trikolore mit dem Wappen Südossetiens ist möglicherweise die „Staatsflagge“ der sezessionistischen Regierung. Sie wird von ihrem Präsidenten verwendet.
Die Nationalgarde zeigt auf ihrer inoffiziellen Flagge im roten Streifen laut Quelle die weißen Umrisse eines „Schneelöwen“, es könnte sich aber ebenso, wie im Wappen, um einen Leoparden handeln.